# Söderöra
Söderöra ist eine Insel im Stockholmer Schärengarten.
Sie ist eine der Inseln, die Astrid Lindgren als Handlungsorte für ihre Spielfilme und Serien auswählte. Die bekannteste Serie ist Ferien auf der Kräheninsel, die später zu dem Roman Ferien auf Saltkrokan umgeschrieben wurde. Man kann die aus den Filmen bekannte Umgebung von Söderöra und Norröra noch immer leicht wiedererkennen. Auf Norröra befindet sich das in dem Film erwähnte Schreinerhaus. Viele Winterszenen von Ferien auf Saltkrokan wurden auf Söderöra aufgenommen.
Zwei der Schauspieler von Ferien auf Saltkrokan hatten es nicht weit zum Aufnahmeort. Torsten Lilliecrona (Melcher) und Eva Stiberg (Märta) hatten ihre Sommerhäuser auf Söderöra.
In der heutigen Zeit bewohnen nur etwa 20 Personen Söderöra. Erreichen kann man die Insel per Boot mit der Fährgesellschaft Waxholmsbolaget. Diese verkehrt täglich von Furusund, Östernäs und Bromskär. Während des Sommers gibt es eine tägliche Direktverbindung von Stockholm.